# Moçambique i olympiska sommarspelen 2016
Moçambique deltog med sex deltagare vid de olympiska sommarspelen 2016 i Rio de Janeiro. Ingen av landets deltagare erövrade någon medalj.

## Friidrott
Förkortningar
- Notera– Placeringar avser endast det specifika heatet.
- Q = Tog sig vidare till nästa omgång
- q = Tog sig vidare till nästa omgång som den snabbaste förloraren eller, i fältgrenarna, genom placering utan att nå kvalgränsen
- NR = Nationellt rekord
- N/A = Omgången fanns inte i grenen
- Bye = Idrottaren behövde inte tävla i omgången

Bana och väg
| Idrottare  | Gren                     | Heat     | Heat      | Semifinal        | Semifinal        | Final            | Final            |
| Idrottare  | Gren                     | Resultat | Placering | Resultat         | Placering        | Resultat         | Placering        |
| ---------- | ------------------------ | -------- | --------- | ---------------- | ---------------- | ---------------- | ---------------- |
| Kurt Couto | Herrarnas 400 meter häck | 49,74 SB | 6         | Gick inte vidare | Gick inte vidare | Gick inte vidare | Gick inte vidare |

## Judo

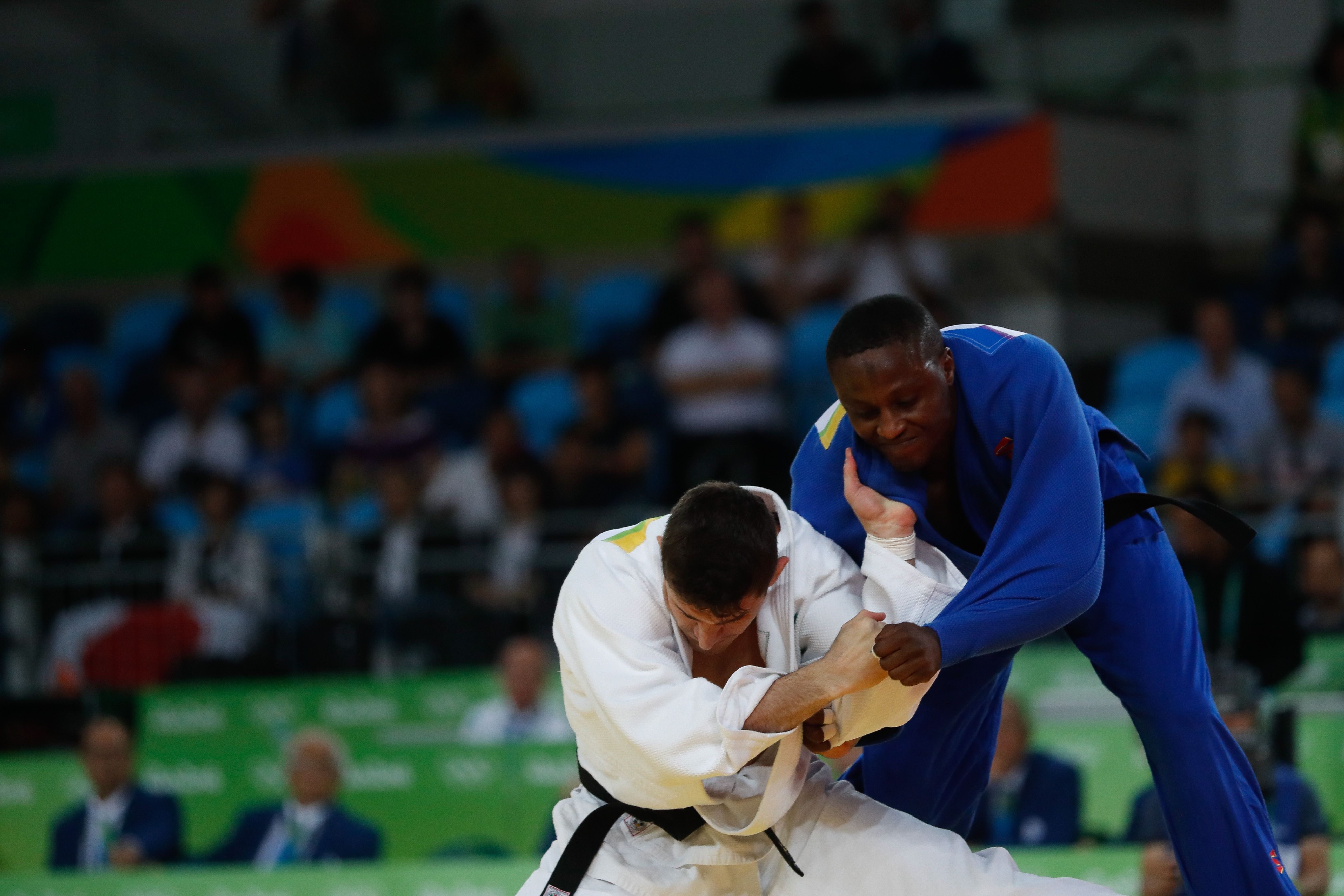
Marlon Acácio (höger) mot Victor Penalber.

| Idrottare     | Gren                            | Omgång 1             | Omgång 2                 | Omgång 3             | Kvartsfinaler        | Semifinaler          | Återkval             | Final / BM           | Final / BM       |
| Idrottare     | Gren                            | Motståndare Resultat | Motståndare Resultat     | Motståndare Resultat | Motståndare Resultat | Motståndare Resultat | Motståndare Resultat | Motståndare Resultat | Placering        |
| ------------- | ------------------------------- | -------------------- | ------------------------ | -------------------- | -------------------- | -------------------- | -------------------- | -------------------- | ---------------- |
| Marlon Acácio | Herrarnas halv mellanvikt −81kg | Bye                  | Penalber (BRA) L 000–100 | Gick inte vidare     | Gick inte vidare     | Gick inte vidare     | Gick inte vidare     | Gick inte vidare     | Gick inte vidare |

## Kanotsport

### Sprint
| Kanotist                    | Gren                 | Heat     | Heat      | Semifinaler      | Semifinaler      | Final            | Final            |
| Kanotist                    | Gren                 | Tid      | Placering | Tid              | Placering        | Tid              | Placering        |
| --------------------------- | -------------------- | -------- | --------- | ---------------- | ---------------- | ---------------- | ---------------- |
| Mussa Chamaune              | Herrarnas C-1 1000 m | 5:00,454 | 7 Q       | 5:07,281         | 8                | Gick inte vidare | Gick inte vidare |
| Joaquim Lobo                | Herrarnas C-1 200 m  | 44,949   | 6         | Gick inte vidare | Gick inte vidare | Gick inte vidare | Gick inte vidare |
| Mussa Chamaune Joaquim Lobo | Herrarnas C-2 1000 m | 4:14,002 | 5 Q       | 4:23,965         | 4 FB             | 4:38,732         | 11               |

## Simning
| Idrottare           | Gren                     | Heat    | Heat      | Semifinal        | Semifinal        | Final            | Final            |
| Idrottare           | Gren                     | Tid     | Placering | Tid              | Placering        | Tid              | Placering        |
| ------------------- | ------------------------ | ------- | --------- | ---------------- | ---------------- | ---------------- | ---------------- |
| Igor Mogne          | Herrarnas 100 m frisim   | 50,65   | 45        | Gick inte vidare | Gick inte vidare | Gick inte vidare | Gick inte vidare |
| Jannah Sonnenschein | Damernas 100 m fjärilsim | 1.04,21 | 39        | Gick inte vidare | Gick inte vidare | Gick inte vidare | Gick inte vidare |